# Dębniałki (gmina Lisków)
Dębniałki – wieś w Polsce położona w województwie wielkopolskim, w powiecie kaliskim, w gminie Lisków.